# پوسی (ترانه)
پوسی (به انگلیسی: Pussy)، ترانه‌ای از آلبوم عشق برای همه‌است گروه آلمانی رامشتاین است. موزیک ویدئو این ترانه شامل صحنه‌های آمیزش جنسی است به‌طوری که هر یک از اعضا گروه (که البته نقش‌شان توسط بدل‌کاران ایفا می‌شود) در حال آمیزش با یک زن دیده می‌شدند.
پوسی اولین ترانه رامشتاین بعد از سه سال غیبت او بود. همچنین، این ترانه، اولین ترانه رامشتاین است که در آلمان شماره یک شد.

## پخش
| کشور         | تاریخ           |
| ------------ | --------------- |
| اروپا        | ۱۸ سپتامبر ۲۰۰۹ |
| ایالات متحده | ۲۲ سپتامبر ۲۰۰۹ |